# بوب براون (فنان قصص مصورة)
بوب براون (بالإنجليزية: Bob Brown)‏ هو فنان قصص مصورة أمريكي، ولد في 22 أغسطس 1915، وتوفي في 29 يناير 1977 بسبب ابيضاض الدم.